# Gökhan Açıkgöz
Gökhan Açıkgöz (* 18. August 1993 in Bor) ist ein türkischer Fußballspieler in Diensten von Kayseri Şekerspor.

## Karriere
Açıkgöz begann mit dem Vereinsfußball in der Jugend von Kayseri Erciyesspor. In der Spielzeit 2010/11 erreichte er mit der Reservemannschaft die Vizemeisterschaft der TFF A2 Ligi. August 2011 erhielt er einen Profivertrag. Sein Profidebüt machte er am 11. Dezember 2011 im Ligaspiel gegen Kasımpaşa Istanbul.
Die Saison 2012/13 verbrachte er als Leihspieler bei Kayseri Şekerspor. Im Sommer 2013 wechselte er samt Ablösesumme zu Şekerspor.

## Erfolge
- Mit Kayseri Erciyesspor A2 (Reservemannschaft):
  - Meisterschaft der TFF A2 Ligi (1): 2010/11